# تامر التونسي
تامر التونسي، شخصية عامة أوكرانية وسورية، رجل أعمال، دبلوماسي، قنصل عام فخري لأوكرانيا في الجمهورية العربية السورية

## السيرة الذاتية
ولد عام 1972 في مدينة دمشق في الجمهورية العربية السورية.
في العام 1994 أسس شركة فيلتكس إل تي دي في مدينة أوديسا، التي تعمل في تجارة الملابس والسلع النسيجية. من ذلك الوقت يعيش في أوديسا.
في العام 1998 عين مديراً لمكتب الوكالة العربية السورية للأنباء «سانا» التي كانت في تلك الفترة الممثل للدبلوماسية السورية.
عين في العام 2001 بمنصب القنصل الفخري لأوكرانيا في حلب. وفي العام 2016 انتقل للعمل مؤقتاً من بيروت. وأشارت وزارة الخارجية الأوكرانية إلى أنه ساهم في إجلاء المواطنين الأوكرانيين إلى وطنهم، بسبب الظروف التي هددت حياتهم خلال الصراع العسكري في سوريا، وكان لتامر التونسي إسهام خاص في إعادة طاقم السفينة الأوكرانية «سيرجنت ديروف إن جي». إلى أوكرانيا.
في 28 مايو 2019 قام الرئيس الأوكراني فولوديمير زيلينسكي بمنحه الجنسية الأوكرانية كشخصية قدمت خدمات بارزة للدولة.
له العديد من المساهمات في الأعمال الخيرية في أوكرانيا، وهو مسؤول عن دار الأيتام في مدينة أوديسا، ويتعاون مع مؤسسة خيرية «الدفء في القلب» في كييف.

## الجوائز
- وسام وزارة الخارجية «للتفاني في السلك الدبلوماسي» (2018) [2] ؛
- وسام الأمير ياروسلاف الحكيم من الدرجة الخامسة (22 أغسطس 2016)   - لإسهام شخصي كبير في تعزيز السلطة الدولية للدولة الأوكرانية، وتعميم تراثها التاريخي وتراثها الحديث وبمناسبة الذكرى الخامسة والعشرين لاستقلال أوكرانيا [3] ؛
- وسام وزارة الخارجية «للتفاني في الخدمة» (2014) [4] ؛
- وسام الاستحقاق من الدرجة الثالثة (18 أغسطس 2009)   - لإسهام شخصي كبير في تعزيز مكانة أوكرانيا الدولية، وتعزيز التراث التاريخي والإنجازات الحديثة وبمناسبة الذكرى 18 لاستقلال أوكرانيا [5] ؛